# دارين أبوعيشة
دارين أبوعيشة فدائية فلسطينية قامت بعملية تفجير في إسرائيل وهي في الثانية والعشرين من عمرها أسفرت عن مقتل عدد من الإسرائيليين، وقعت العملية في السنة الثانية من انتفاضة الأقصى وفي فترة انطلقت فيها ظاهرة الفدائيات الفلسطينيات.

## حياتها
ولدت بقرية (بيت وزن) القريبة من مدينة نابلس، كانت إحدى طالبات الكتلة الإسلامية في جامعة النجاح في قسم الدراسات الإسلامية، ومن الناشطات البارزات في العمل الإسلامي في الجامعة.
خططت كتائب شهداء الأقصى لهجوم في العمق الصهيوني وجاء موعد التنفيذ، حضرت دارين بنفسها لتلاوة وصيتها وظهرت راية كتائب شهداء الأقصى خلفها، وعلى رأسها عصابة حركة حماس خضراء كتب عليها " كتائب عزالدين القسام ".
في 27 فبراير 2002 انطقت دارين لتنفيذ العملية وفجرت نفسها على حاجز مكابيم بين القدس وتل ابيب. جرح خلال العملية جنديان حسب مصادر الإسرائيلية. تقول أمها: «لقد كان قلبي يحدثني أن دارين ستستشهد لأنها كانت تقول لي دوماً: إدعي لي يا أمي أن أكون شهيدة في سبيل الله حتى أنال الجنة وتكوني معي بإذن الله». بعد العملية هدمت القوات الإسرائيلية في الضفة منزل عائلتها.

## وصلات خارجية
- وصية الاستشهادية دارين أبو عيشة - الشبكة الإسلامية
- قصيدة «دارين أبو عيشة» - من المركز الفلسطيني للإعلام